# كمكوه (نارستان)
کمکوه (بالفارسية: کمکوه) هي قرية تقع في إيران في قسم نارستان الريفي. يقدر عدد سكانها بـ 108 نسمة بحسب إحصاء 2016.